# Maximilien de Fürstenberg
Maximilien de Fürstenberg (Castello di Ter Worm, 23 ottobre 1904 – Mont-Godinne, 22 settembre 1988) è stato un cardinale e arcivescovo cattolico belga.

## Biografia
Nacque al Castello di Ter Worm, nei Paesi Bassi, dal barone Adolf Fürstenberg e dalla contessa Elisabeth d'Oultremont. Il suo nome di battesimo completo era Maximilien, Louis, Hubert, Egon, Vincent, Marie, Joseph.
Fu ordinato sacerdote il 9 agosto 1931. Il 27 febbraio 1946 fu nominato rettore del Pontificio Collegio belga, mantenendo la carica fino alla nomina a vescovo. Tra i suoi allievi fu presente Karol Wojtyla, futuro papa Giovanni Paolo II. Il 13 maggio 1947 divenne prelato domestico di papa Pio XII.
Il 14 marzo 1949 fu nominato da Pio XII arcivescovo titolare di Palto e il 22 marzo dello stesso anno delegato apostolico in Giappone. Fu consacrato il 25 aprile 1949. Divenne internunzio in Giappone il 28 aprile 1952 e successivamente delegato apostolico in Nuova Zelanda e Australia dal 1959 al 1962, quando divenne nunzio apostolico in Portogallo. Tra il 1962 e il 1965 partecipò al Concilio Vaticano II.

Stemma del cardinale Fürstenberg come Gran Maestro dell'Ordine del Santo Sepolcro

Papa Paolo VI lo elevò al rango di cardinale nel concistoro del 26 giugno 1967 con il titolo del Sacro Cuore di Gesù a Castro Pretorio. Il 15 gennaio 1968 fu nominato prefetto della Congregazione per le Chiese Orientali, carica che mantenne fino al 28 febbraio 1973. Nel 1973 fu nominato gran maestro dell'Ordine equestre del Santo Sepolcro di Gerusalemme, carica che ricoprì sino al 1987.
Nel 1978 partecipò in qualità di cardinale elettore al conclave che elesse Giovanni Paolo I e al conclave che elesse Giovanni Paolo II. Dal 1982 al 1984 fu camerlengo del Collegio Cardinalizio.
Il 23 ottobre 1984, in occasione del suo ottantesimo genetliaco, decaddero tutti gli incarichi ricoperti nella Curia romana e con essi il diritto di entrare in conclave.
Il 30 maggio 1988 fu ricoverato nel Policlinico "Agostino Gemelli" di Roma a causa delle cattive condizioni di salute. Morì all'età di 83 anni a Mont-Godinne, in Belgio, il 22 settembre 1988, per un'emorragia cerebrale. La sua bara, sormontata dalla berretta rossa, fu coperta con la bandiera belga. Il funerale fu celebrato il 28 settembre nella Chiesa di Notre-Dame du Sablon a Bruxelles, che è la chiesa capitolare dell'Ordine equestre del Santo Sepolcro di Gerusalemme in Belgio.

## Genealogia episcopale e successione apostolica
La genealogia episcopale è:
- Cardinale Scipione Rebiba
- Cardinale Giulio Antonio Santorio
- Cardinale Girolamo Bernerio, O.P.
- Arcivescovo Galeazzo Sanvitale
- Cardinale Ludovico Ludovisi
- Cardinale Luigi Caetani
- Cardinale Ulderico Carpegna
- Cardinale Paluzzo Paluzzi Altieri degli Albertoni
- Papa Benedetto XIII
- Papa Benedetto XIV
- Papa Clemente XIII
- Cardinale Marcantonio Colonna
- Cardinale Giacinto Sigismondo Gerdil, B.
- Cardinale Giulio Maria della Somaglia
- Cardinale Carlo Odescalchi, S.I.
- Vescovo Eugène de Mazenod, O.M.I.
- Cardinale Joseph Hippolyte Guibert, O.M.I.
- Cardinale François-Marie-Benjamin Richard de la Vergne
- Cardinale Pietro Gasparri
- Cardinale Clemente Micara
- Cardinale Jozef-Ernest Van Roey
- Cardinale Maximilien de Fürstenberg

La successione apostolica è:
- Vescovo Paul Yoshiyuki Furuya (1951)
- Vescovo Lucas Katsusaburo Arai (1952)
- Vescovo Benedict Takahiko Tomizawa (1953)
- Vescovo Petro Arikata Kobayashi (1954)
- Cardinale Joseph Asjiro Satowaki (1955)
- Vescovo Thomas F. Quinlan, S.S.C.M.E. (1955)
- Vescovo Laurentius Satoshi Nagae (1958)
- Vescovo Leo Lemay, S.M. (1960)
- Arcivescovo Francis Roberts Rush (1961)
- Vescovo Francisco Esteves Dias, O.S.B. (1963)
- Vescovo Manuel Ferreira Cabral (1965)
- Vescovo Américo Henriques (1966)
- Vescovo Domingos de Pinho Brandão (1967)
- Vescovo José Francisco Moreira dos Santos, O.F.M.Cap. (1967)
- Arcivescovo Manuel Vieira Pinto (1967)
- Arcivescovo Kuriakose Kunnacherry (1968)
- Vescovo Teodoro de Faria (1982)